# Banneville-la-Campagne
Banneville-la-Campagne é uma comuna francesa na região administrativa da Normandia, no departamento Calvados. Estende-se por uma área de 6,33 km². Em 2010 a comuna tinha 173 habitantes (densidade: 27,3 hab./km²).